# خورخه مارتینز (بازیکن فوتبال، زاده ۱۹۷۳)
خورخه مارتینز (انگلیسی: Jorge Martínez؛ زادهٔ ۲۰ ژوئن ۱۹۷۳) بازیکن فوتبال اهل آرژانتین است.
از باشگاه‌هایی که در آن بازی کرده‌است می‌توان به باشگاه فوتبال ریور پلاته، باشگاه فوتبال بوکا جونیورز، باشگاه فوتبال رئال ساراگوسا، و باشگاه اتلتیکو ایندپندینته اشاره کرد.
وی همچنین در تیم ملی فوتبال آرژانتین بازی کرده‌است.